# الدوري الهولندي الممتاز 1940–41
الدوري الهولندي الممتاز 1940–41 (بالهولندية: Nederlands landskampioenschap voetbal 1940/41)‏ هو الموسم 53 من الدوري الهولندي الممتاز. أشرف على تنظيمه الاتحاد الملكي الهولندي لكرة القدم، وكان عدد الأندية المشاركة فيه 52، وفاز فيه هيراكليس ألميلو.